# Svätuše
Svätuše (węg. Bodrogszentes) – wieś (obec) na Słowacji położona w kraju koszyckim, w powiecie Trebišov. Pierwsze wzmianki o miejscowości pochodzą z 1245 roku. 
Według danych z dnia 31 grudnia 2012 roku, wieś zamieszkiwało 826 osób, w tym 439 kobiet i 387 mężczyzn.
W 2001 roku rozkład populacji względem narodowości i przynależności etnicznej wyglądał następująco:
- Słowacy – 3,61%
- Czesi – 0,55%
- Ukraińcy – 0,11%
- Węgrzy – 95,4%

Ze względu na wyznawaną religię struktura mieszkańców kształtowała się w 2001 roku następująco:
- Katolicy rzymscy – 17,72%
- Grekokatolicy – 5,69%
- Ewangelicy – 0,44%
- Prawosławni – 0,55%
- Ateiści – 2,08%
- Nie podano – 0,22%